# Noma

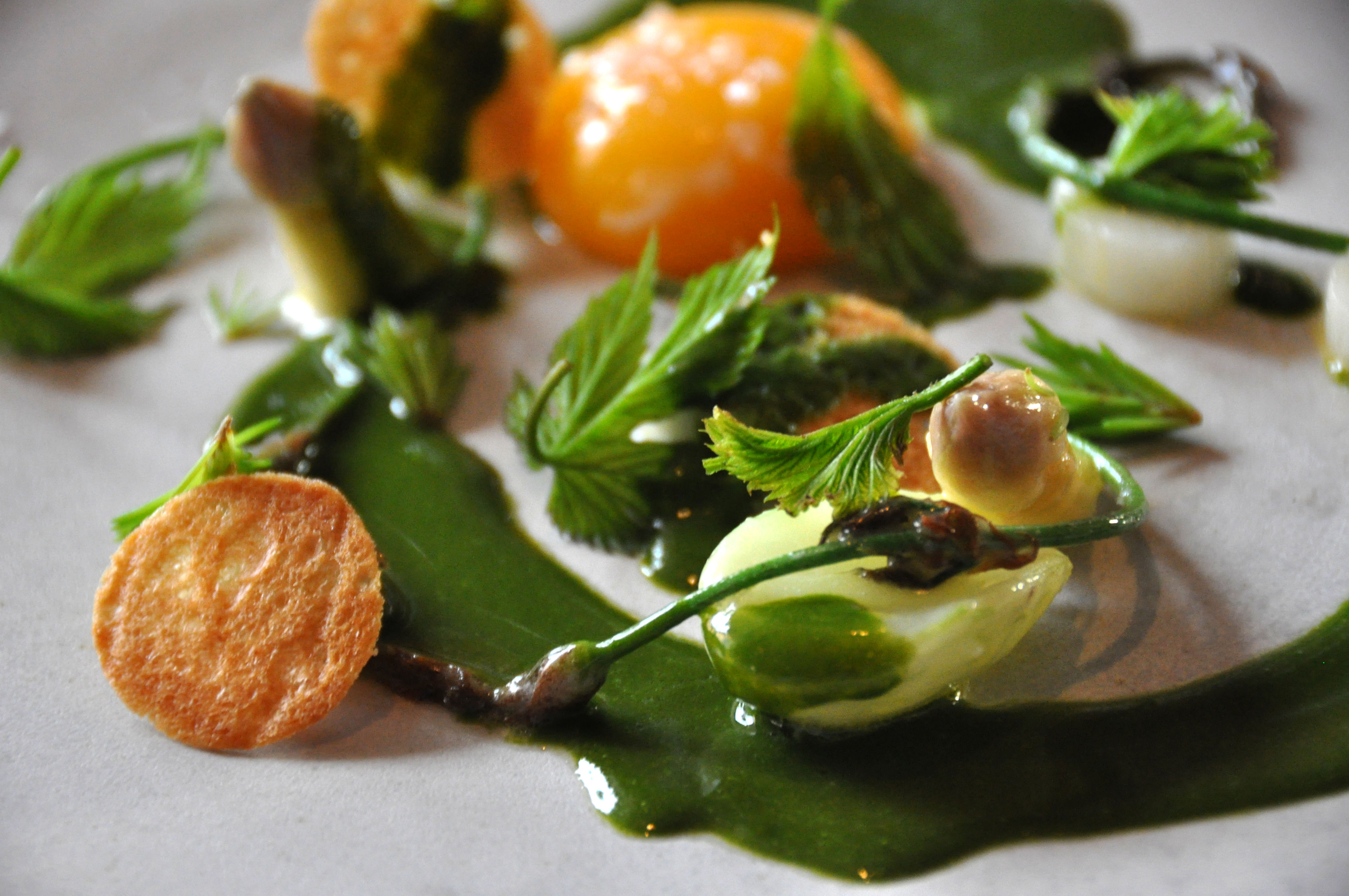
Signature dish: bílý chřest se ztraceným vejcem ze žloutku a omáčkou ze svízele vonného

Noma je třímichelinská restaurace v dánské Kodani vedená kuchařem René Redzepim. Restaurace otevřela v roce 2003 a je známá svým znovuobjevením a interpretací nordické kuchyně. Název Noma je složenina dvou dánských slov „nordisk“ (nordická) a „mad“ (jídlo). Noma obdržela čtyřikrát (2010, 2011, 2012 a 2014) ocenění za nejlepší restauraci na světě časopisu Restaurant.
Šéfkuchař a majitel René Redzepi plánuje uzavřít restauraci na současném místě (ve čtvrti Christianshavn) na konci roku 2016 a znovuotevřít ji v roce 2017 poblíž Kodaně spolu s městskou farmou, jež by zásobovala restauraci.